# Pietro Vigilio Thun

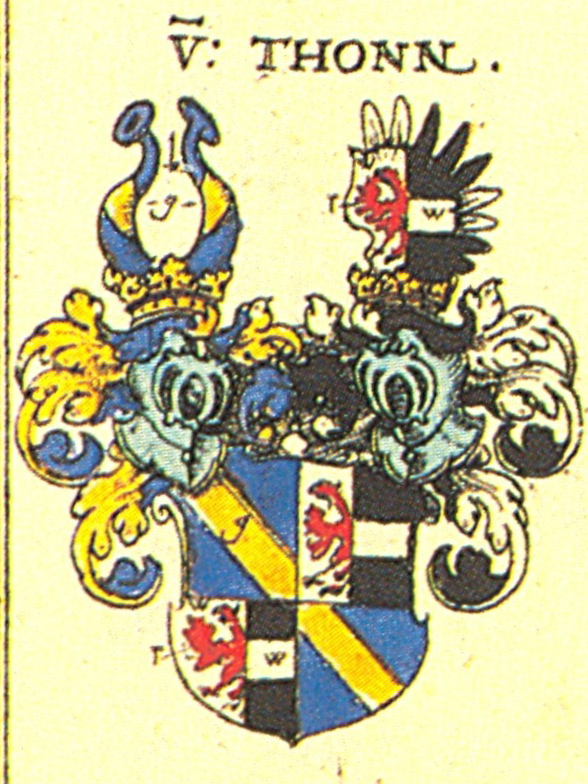
Stemma di famiglia

Pietro Michele Vigilio Thun (Trento, 13 dicembre 1724 – Castel Thun, 17 gennaio 1800) è stato principe vescovo di Trento dal 1776 fino alla sua morte, di fatto l'ultimo a governare il principato vescovile, che è stato abolito nel 1803.

## Biografia
Membro della nobile famiglia Thun, figlio di Agostino, conte Thun, e di Antonia, contessa Spaur, studiò retorica a Trento e diritto e teologia alla Pontificia accademia ecclesiastica di Roma. Nel 1738 entrò nel Capitolo del Duomo di Trento, di cui nel 1749 divenne arcidiacono. Nel 1763 fu candidato alla carica di principe vescovo, ma gli fu preferito Cristoforo Sizzo. Alla morte di quest'ultimo, Thun fu eletto suo successore.
Fu consacrato il 30 novembre 1776 dal vescovo di Feltre Andrea Minucci. Il 24 luglio 1777 firmò un trattato con Maria Teresa d'Austria con cui il Principato rinunciava a una parte della sua autonomia. Nel 1779 trasformò l'abbazia di San Lorenzo -che era stata chiusa l'anno precedente- in un carcere. Incaricò Francesco Vigilio Barbacovi di redigere un nuovo Codice giudiziario, che entrò in vigore nel 1788.
Nel 1796 Trento fu invasa dalle truppe napoleoniche. Thun però si era già rifugiato a Passavia istituendo una reggenza capitolare affidata a Sigismondo Antonio Manci, Giovanni Francesco Spaur e Ferdinando Taxis. Thun morì nel castello della sua famiglia a Vigo di Ton il 17 gennaio 1800. L'anno successivo il Trattato di Lunéville stabilì la secolarizzazione e l'annessione all'Austria del principato, che avvenne nel 1803.

## Genealogia episcopale
La genealogia episcopale è:
- Cardinale Scipione Rebiba
- Cardinale Giulio Antonio Santorio
- Cardinale Girolamo Bernerio, O.P.
- Arcivescovo Galeazzo Sanvitale
- Cardinale Ludovico Ludovisi
- Cardinale Luigi Caetani
- Cardinale Ulderico Carpegna
- Cardinale Paluzzo Paluzzi Altieri degli Albertoni
- Papa Benedetto XIII
- Papa Benedetto XIV
- Cardinale Giorgio Doria
- Arcivescovo Andrea Antonio Silverio Minucci
- Vescovo Pietro Vigilio Thun